# Pa'l mundo
Pa'l mundo è il quinto album in studio del duo musicale portoricano Wisin & Yandel, pubblicato nel 2005.

## Tracce
1. Dale (Intro) (featuring Mr. Phillips) — 3:10
2. Manigueta —  2:47
3. Llamé pa' verte (Bailando sexy) —  3:14
4. Paleta (featuring Daddy Yankee) —  2:55
5. Sólo una noche —  3:01
6. Mayor que yo, pt. 2 —  3:47
7. La barria (featuring Héctor "El Father") —  2:55
8. Calle callejero —  2:56
9. Sin el —  2:52
10. Rakata —  2:52
11. Sensación (featuring Tony Dize) —  2:34
12. Tabla —  2:54
13. Noche de sexo (featuring Aventura) —  3:25
14. Mírala bien || Thilo —  2:36
15. La compañía (featuring Franco "El Gorila" & Gadiel) —  3:23
16. Lento —  2:56
17. Títere —  2:38
18. Yo quiero —  2:44
19. Fuera de base —  3:06